# Néophron
Néophron de Sicyone (Νεόφρων) est un poète tragique grec, ami de Callisthène ; d’après Frédéric Schoell, il est mort avec lui. 

## Notice historique
Il est l'un des tragédiens les plus prolifiques de la Grèce ancienne, à qui on attribue cent-vingt pièces, dont ne subsistent que quelques fragments de sa Médée. 

## Source et bibliographie
- Frédéric Schoell, Histoire de la littérature grecque profane, depuis son origine jusqu'à la prise de Constantinople par les Turcs, 1824, page 77